# Stalaktit

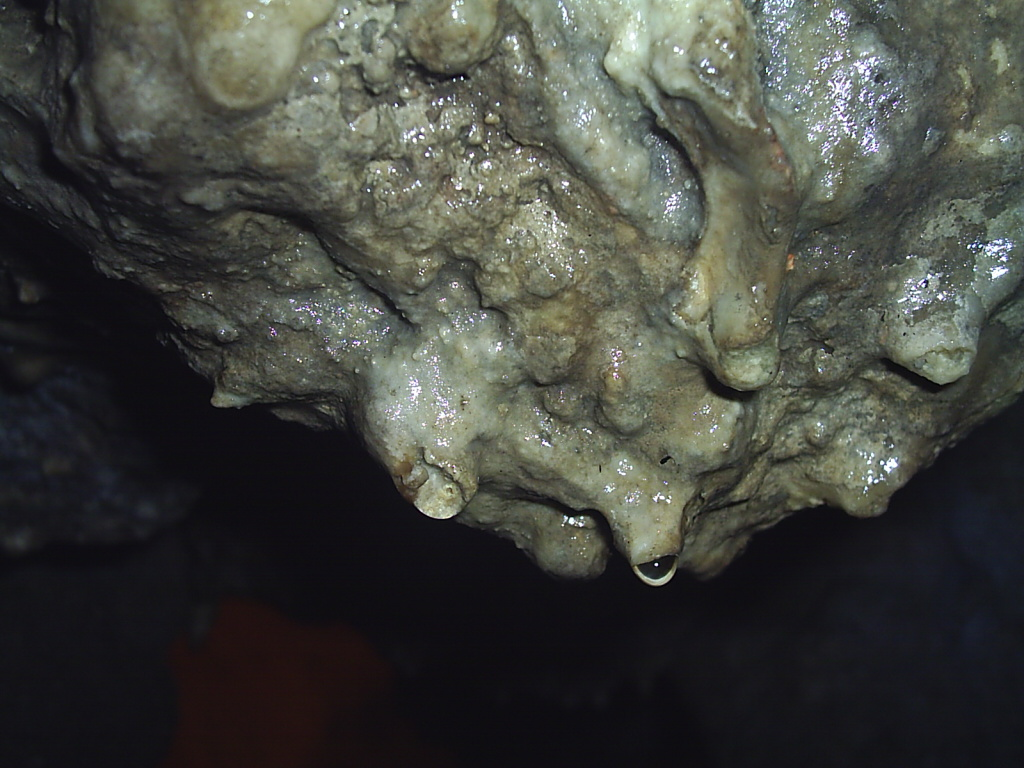
Odkapávající voda z počátečních zárodků stalaktitů

Stalaktit (z řeckého slova stalaktos – odkapávat) je sekundární krasový jev, který vyrůstá od stropu jeskyně případně ze šikmé plochy v místech, kde protékají vodní roztoky obohacené rozpuštěnými minerálními složkami.
Jeskynní útvar vzniká srážením rozpuštěného CaCO3 vlivem změny tlaku a teploty. Postupným odkapáváním vody a následným srážením začíná na stropní části vznikat nejprve vyboulenina, která se začíná prodlužovat a mohutnět. V některých případech se v první fázi vytváří dlouhý tenký krápník, který nazýváme brčko. Vlivem gravitace odkapává stále voda směrem dolů, což určuje rozhodující směr, kterým krápník vzniká.
Voda odkapávající na podlahu jeskyně má stále množství rozpuštěných složek, které se začnou srážet i na podlaze a tak pod stalaktitem začíná zpravidla vznikat další sekundární jeskynní útvar, který nazýváme stalagmit. Při dostatečně dlouhém časovém úseku a stálosti přiváděných roztoků dochází ke spojení stalaktitu a stalagmitu a vzniká útvar, který označujeme jako stalagnát.
Nejdelší známý stalaktit pochází z Gruta Rei do Mato v Brazílii, kde dosahuje délky 20 metrů.